# Partidas realistas

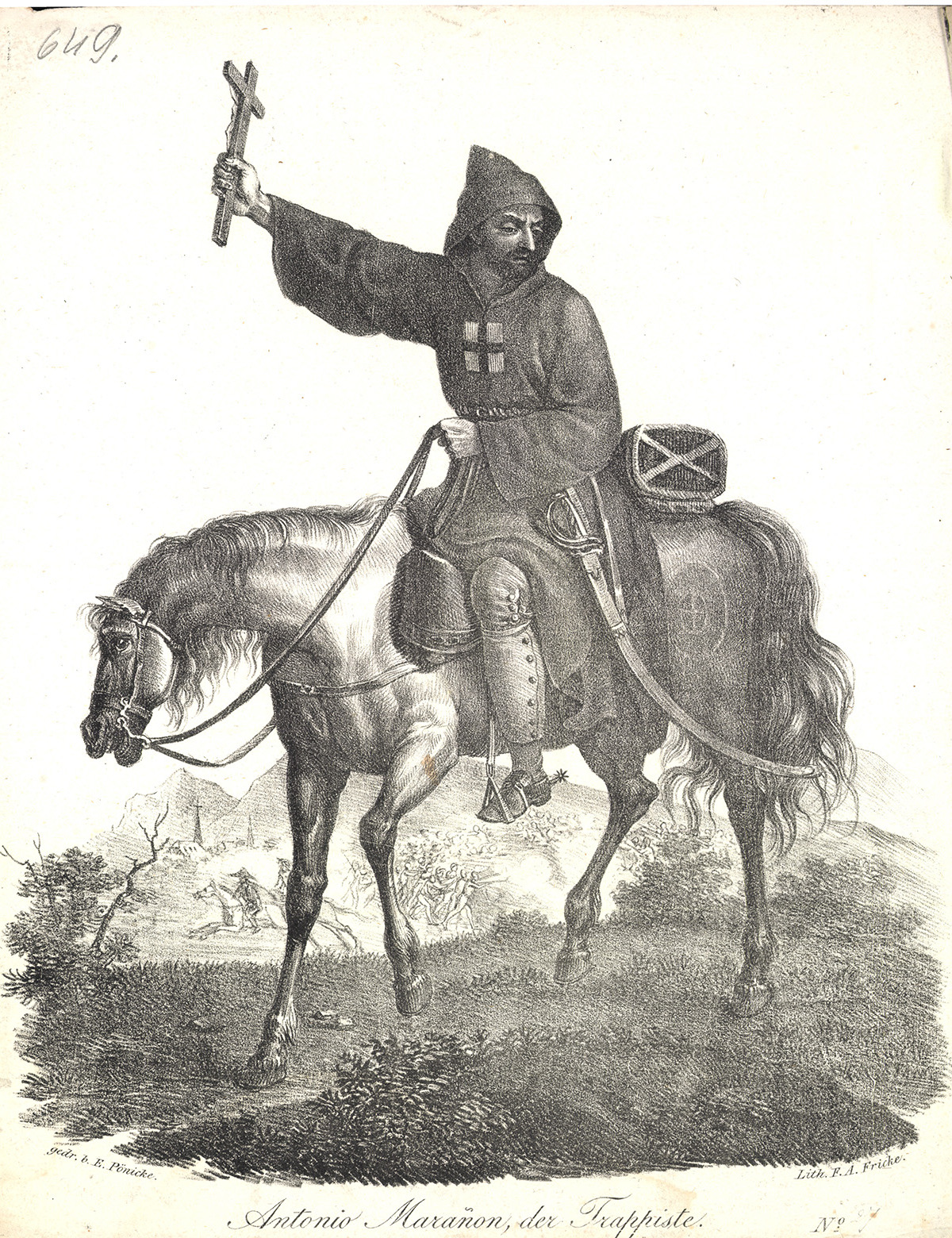
Antonio Marañón, el Trapense, litografía de Friedrich August Fricke (1784-1858). «El Trapense«», fue uno de los jefes de partidas realistas más conocidos. Según el afrancesado Sebastián Miñano su «extravagante» indumentaria («Porta siempre un sayal y una capa idéntica, con una capucha bastante elevada. Tenía la cabeza afeitada. Un crucifijo suspendido sobre su pecho; lleva un gran rosario como cinturón») «ha contribuido singularmente a exaltar a los pueblos en su favor, porque lo miran como a un hombre inspirado por Dios, comparable a aquellos de los se hablan en las escrituras».

Las partidas realistas fueron grupos guerrilleros absolutistas que se formaron en España durante el Trienio Liberal (1820-1823) para intentar derribar el régimen constitucional que surgió de la Revolución de 1820 y restablecer el poder absoluto del rey Fernando VII. Constituyeron el brazo armado de la «contrarrevolución», «entendida como el conjunto de estrategias políticas puestas en marcha por las viejas élites reaccionarias para acabar con la revolución y el liberalismo», y que comenzó desde el mismo momento en que Fernando VII juró el 9 de marzo de 1820 por primera vez la Constitución de 1812 ya que quien la dirigió fue el propio rey. El marqués de las Amarillas así lo reconoció en sus memorias: «ninguno [de los ministros] podía ignorar que el Rey protegía ocultamente los levantamientos contra la Constitución que le habían obligado a jurar». En realidad Fernando VII nunca llegó a aceptar el régimen constitucional y desde el primer momento, contando con la complicidad de los miembros de la corte y de altos cargos del Estado también contrarios a la causa liberal, conspiró para derribarlo.
Aunque aparecieron algunas en 1820, fue a partir de la primavera de 1821 cuando proliferaron y el momento de mayor auge lo alcanzaron al año siguiente, dando lugar en Cataluña, Navarra y el País Vasco a una situación de abierta guerra civil que se saldó inicialmente con su derrota por los ejércitos constitucionalistas lo que obligó a los realistas a huir a Francia (o a Portugal). Pero la invasión francesa de los Cien Mil Hijos de San Luis iniciada en abril de 1823, a los que se sumaron las tropas realistas españolas reorganizadas en Francia y las partidas realistas que habían sobrevivido a la ofensiva constitucionalista, supuso el triunfo definitivo de la contrarrevolución. El rey Fernando VII fue «rescatado» de su «cautiverio», el régimen constitucional abolido y el absolutismo restaurado.

## Historia
Las partidas realistas comenzaron a actuar desde los inicios del régimen constitucional —las primeras de las que se tiene noticia aparecieron en Galicia en una fecha tan temprana como abril de 1820—, organizadas por absolutistas exiliados en Francia y conectados con el Palacio Real. Los métodos y la forma de operar de las partidas eran muy semejantes a los que había utilizado la guerrilla durante la "Guerra de la Independencia" (precisamente alguno de aquellos guerrilleros militarán en el bando realista). Según Pedro Rújula y Manuel Chust, la continuidad con la guerrilla de la Guerra de la Independencia es lo que explicaría que no costara demasiado ponerlas en marcha: «Muchos de los combatientes contra los franceses habían adquirido no solo la costumbre de usar las armas y de reunirse para defender con ellas los intereses de la comunidad local, sino que se habían familiarizado con discursos legitimadores de sus acciones que remitían al rey, a la religión y a la patria». El marqués de Mataflorida, uno de las principales figuras del exilio realista y agente de Fernando VII, escribió en un Manifiesto que publicó en Francia en diciembre de 1821 que «por efecto de [la] opresión, partidas armadas han aparecido por todas partes, que pesan sobre los pueblos, pero los ayudan a mantener su independencia y la insubordinación a toda autoridad constitucional, de cuya legitimidad no pueden convencerse».
Los jefes de las partidas fueron en su mayoría eclesiásticos (en Navarra el 50 %), nobles (en Galicia el 45 %), propietarios y campesinos (en Cataluña también hay que incluir a los Mozos de Escuadra). En cuanto a sus integrantes, Ramon Arnabat ha destacado «que la inmensa mayoría de los enrolados en las partidas realistas no tenían ninguna propiedad, pertenecían a las clases más pobres de la sociedad y se ganaban la vida trabajando para otros ya fuera a jornal o en aparcería, con la matizada presencia de artesanos y menestrales, y tejedores, en algunas ciudades medianas. [...] En resumen, los pequeños campesinos y los jornaleros, los tejedores y los artesanos y menestrales conforman la base social del realismo».
Aunque al principio no tuvieron mucha entidad, a partir de la primavera de 1821 se produjo un gran crecimiento de las partidas realistas. Su radio de acción «se fue desplazando del sur (Andalucía) y del centro peninsular (La Mancha) hacia el norte: Galicia, Asturias, Castilla y León, Extremadura, el País Vasco, Navarra, Aragón; País Valenciano y Cataluña; y su número se triplicó entre 1820 y 1821». Las más conocidas fueron la del cura Jerónimo Merino, que actuaba sobre todo en Burgos; la de Joaquín Ibáñez Cuevas, barón de Eroles, y la de Antonio Marañón, el Trapense, que actuaban en Cataluña; la de Pedro Zaldívar, que actuaba por la Serranía de Ronda; la de Manuel Hernández, El Abuelo, que actuaba por Madrid y Aranjuez; o la de Manuel Freire de Andrade y el canónigo de Santiago Manuel Chantre, que formaron la Junta Apostólica en Galicia.
El auge de las partidas realistas fue consecuencia de la conexión de la contrarrevolución de las viejas élites reaccionarias, presente desde los inicios del Trienio, con la «antirrevolución», «entendida como el conjunto de respuestas de las clases populares agraviadas cultural y socialmente por la praxis revolucionaria y liberal». «La confluencia entre la contrarrevolución y la antirrevolución bajo la hegemonía de la primera, conformó el bloque que denominamos "realista" porque lo que las unifica es la lucha contra el sistema constitucional y la defensa del poder absoluto del rey y de la hegemonía cultural de la Iglesia católica».

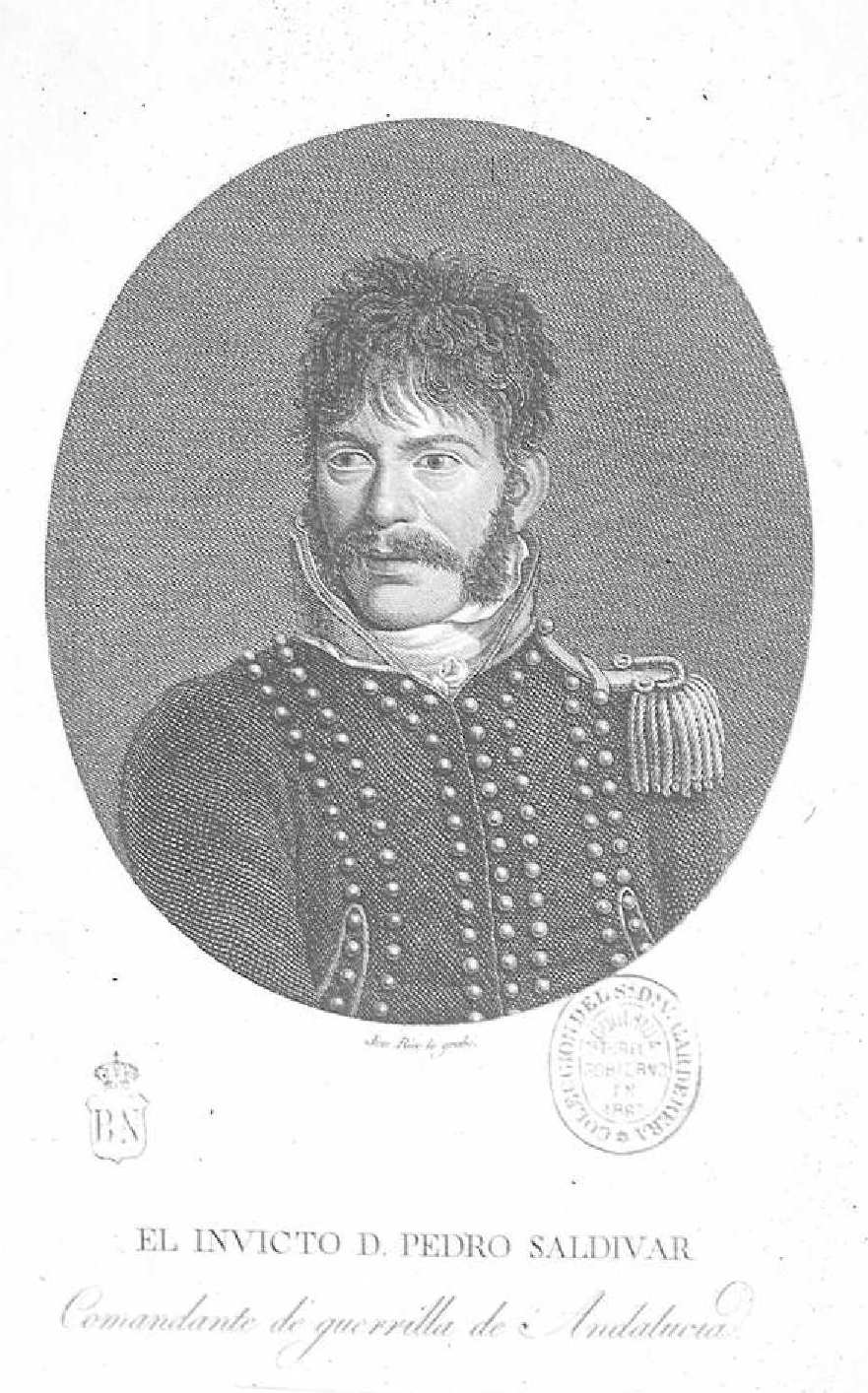
Pedro Zaldívar, jefe de la partida realista que actuó por la Serranía de Ronda.

Precisamente será la Iglesia católica, decantada mayoritariamente en contra del régimen liberal a causa de la desamortización, la que desempeñó un papel decisivo en la formación y la consolidación de la alianza entre las élites contrarrevolucionarias y las capas populares «antirrevolucionarias», facilitándola —«el clero local controlaba los principales espacios de sociabilidad formal campesina: las parroquias, las cofradías o las fiestas populares»— y desarrollando «una importante tarea propagandística de descrédito [del régimen constitucional] aprovechando su posición social y los resortes de poder moral que aún conservaba» y canalizando el descontento social hacia el realismo. Además de la participación directa de muchos clérigos en las partidas, en ocasiones comandadas por alguno de ellos como en el caso del famoso cura Merino, la Iglesia, y en especial el clero regular, le proporcionó al bloque realista el soporte ideológico al desarrollar un discurso de guerra religiosa que caló sobre todo en el mundo rural donde, a diferencia de las ciudades, no podía ser contrarrestado por el discurso liberal. Ese discurso contrarrevolucionario también penetró en el mundo de los oficios de algunos núcleos urbanos y entre los desocupados y los desarraigados.
Como ha destacado Ramon Arnabat, fue «en las villas y ciudades medianas en crisis y con una fuerte presencia eclesiástica, donde primero conectaron la contrarrevolución y la antirrevolución». En ellas se produjeron revueltas que estuvieron precedidas de una intensa campaña antirrevolucionaria orquestada generalmente por el clero y que seguían un patrón parecido. «A partir de alguna decisión de las autoridades locales o nacionales que chocaba con los intereses morales o materiales de las clases populares urbanas, las fuerzas contrarrevolucionarias conseguían movilizar y capitalizar la antirrevolución generada». Y lo que, según Arnabat, explica que el malestar social se tradujera en una acción política contrarrevolucionaria, es decir, que la antirrevolución se integrara en la contrarrevolución, es la existencia de «redes contrarrevolucionarias, integradas por algunos nobles, miembros de la jerarquía eclesiástica, sectores del campesinado acomodado y jefes de partida, que son los que reclutan, arman y pagan las partidas realistas, canalizando necesidades y sentimientos. Y aquí juegan un papel fundamental algunas autoridades locales que ponen los ayuntamientos que controlan al servicio de la contrarrevolución».

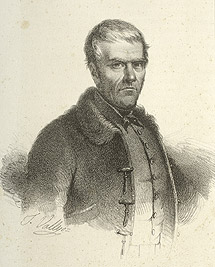
El cura Merino, jefe guerrillero que combatió a los franceses durante la Guerra de la Independencia, y que durante el Trienio encabezó una partida realista muy activa que apoyó la invasión francesa de los Cien Mil Hijos de San Luis.

En la cúspide de la contrarrevolución se encontraba el rey. Sin embargo, Pedro Rújula advierte que «no puede afirmarse que él fuera la única cabeza de la conspiración. Eso nos lleva a entender la contrarrevolución como una red de complicidades que se articula a partir de diversos focos... Su papel, por encima de todo, es dotar de coherencia a la contrarrevolución aportando el elemento que le diera unidad al movimiento; la de un rey paternal, querido por el pueblo —tanto que toma las armas en su defensa— y despojado de su legítimo trono por una minoría conspiradora y sectaria».
Durante la primavera de 1822 se incrementaron notablemente las acciones de las partidas realistas (sobre todo en Cataluña, Navarra, el País Vasco, Galicia, Aragón y Valencia, y de forma más esporádica en Asturias, Castilla la Vieja, León, Extremadura, Murcia, Andalucía y Castilla la Nueva). Un hecho decisivo fue la toma de la Seo de Urgel el 21 de junio ya que «a partir de ese momento la contrarrevolución contó con un núcleo rebelde en territorio español. Era una de las condiciones que había impuesto Francia para prestar su apoyo al rey. Cuando llegó la noticia a Aranjuez los cortesanos elevaron el ánimo y retomaron con nueva energía la actividad conspirativa».
El levantamiento realista se extendió de tal manera que «durante el verano y el otoño en Cataluña, País Vasco y Navarra se vivió una verdadera guerra civil en la que era imposible quedar al margen, y de la que salió muy mal parada la población civil de uno y otro bando: represalias, requisas, contribuciones de guerra, saqueos, etc.». Los realistas llegaron a formar un ejército que contó entre 25 000 y 30 000 hombres.
Sin embargo las medidas militares adoptadas por las Cortes y por el Gobierno liberal exaltado de Evaristo San Miguel —que se sumaban a la declaración del estado de guerra en Cataluña el 23 de julio— dieron sus frutos y durante el otoño y el invierno de 1822-1823, tras una dura campaña que duró seis meses, los ejércitos constitucionales, uno de cuyos generales era el antiguo guerrillero Espoz y Mina, le dieron la vuelta a la situación y obligaron a los realistas de Cataluña, Navarra y País Vasco a huir a Francia (unos 12 000 hombres) y a los de Galicia, Castilla la Vieja, León y Extremadura a huir a Portugal (unos 2000 hombres).
Pero la situación dio el vuelco definitivo cuando el 7 de abril de 1823 empezó a atravesar la frontera española el ejército francés de los «Cien Mil Hijos de San Luis» que contaba con el apoyo de tropas realistas españolas que se habían organizado en Francia antes de la invasión —entre 12 000 y 35 000 hombres, según las diversas fuentes— y a las que se fueron sumando conforme fueron avanzando las partidas realistas que habían sobrevivido a su derrota por el ejército constitucional. Diversos historiadores, como Juan Francisco Fuentes, han destacado la paradoja de que muchos de los integrantes de las partidas y de las tropas realistas de apoyo habían luchado quince años antes contra los franceses en la Guerra de la Independencia.